# Öhe
Öhe is een eiland in de Oostzee tegenover de ferryhaven van de gemeente Schaprode op Rügen. Het behoort bij het grondgebied van de Duitse gemeente Schaprode.
Het ligt tussen de Udarser Wiek en de Schaproder Bodden en heeft een oppervlakte van 72 ha. Het hoogste punt ligt 3,3 m boven de zeespiegel.
Sinds de 13e eeuw staat er een hoeve op het eiland. Deze was vervallen maar wordt sinds 1990 gerestaureerd en weer bewoond.